# Bielizna termoaktywna

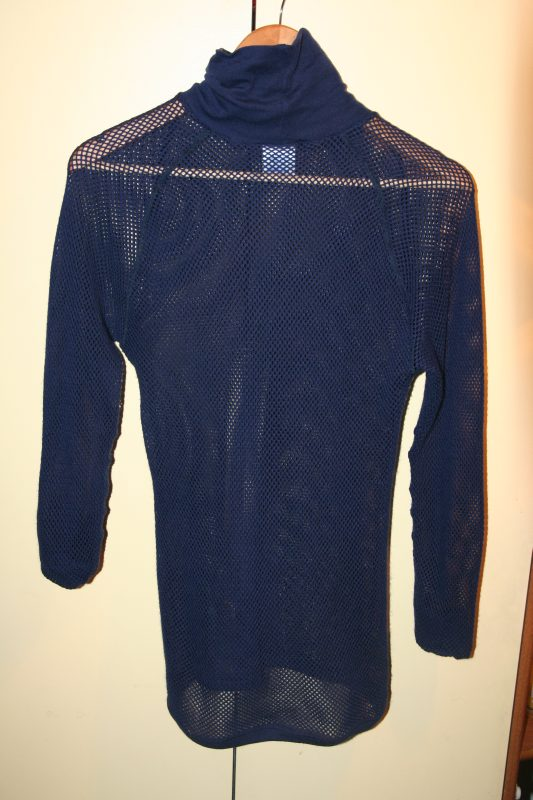
Bielizna aktywna wykorzystywana w kolarstwie.

Bielizna termoaktywna – wykonywania specjalnie i ze specjalnych materiałów bielizna, której głównym zadaniem jest odprowadzenie potu od skóry i zapobieżenie gromadzeniu się potu na skórze oraz w bieliźnie. Dzięki swym właściwościom nazywana jest drugą skórą. Bielizna wykonywana jest czasami jako wielowarstwowa, w której warstwa przylegająca do skóry jest termoaktywna.

## Zasada działania
Tradycyjna bawełniana bielizna, dotykając do spoconej skóry, przejmuje z niej pot, nasiąka potem, przez co staje się ciężka. Mokra bielizna, dotykając skóry, przykleja się i odkleja, co może być odczuwane jako dyskomfort. Gdy osoba ubrana w taką bieliznę zmniejszy wysiłek fizyczny, bielizna pozostaje mokra i ciężka, dodatkowo bielizna nie dotykająca do skóry może schłodzić się. Dotyk takiej bielizny może wywołać duży dyskomfort. Bielizna termoaktywna ma za zadanie wyeliminowanie tych wad, uzyskuje się to przez wykonanie powłoki, która przylega możliwie ściśle do skóry, a pot jest odprowadzany na zewnętrzną powierzchnię bielizny.
Sprawne pobieranie potu ze skóry i zapobieganie tworzeniu się kropelek potu odbywa się dzięki ścisłemu przyleganiu bielizny do ciała, by to uzyskać materiał bielizny musi być elastyczny, co osiąga się dzięki zastosowaniu elastycznych włókien i odpowiedniemu splotowi dzianiny. Dzięki ścisłemu przyleganiu pot jest wciskany w materiał. Duże napięcie powierzchniowe materiału dla wody sprawia, że ciekły pot nie gromadzi się w przestrzeniach między włóknami, ale przemieszcza się na powierzchnię dzianiny lub do następnej warstwy. Po zmniejszeniu wysiłku, gdy skóra przestaje się pocić, bielizna termoaktywna tworzy wokół skóry niemal suchą warstwę z izolującym cieplnie powietrzem znajdującym się między włóknami.  

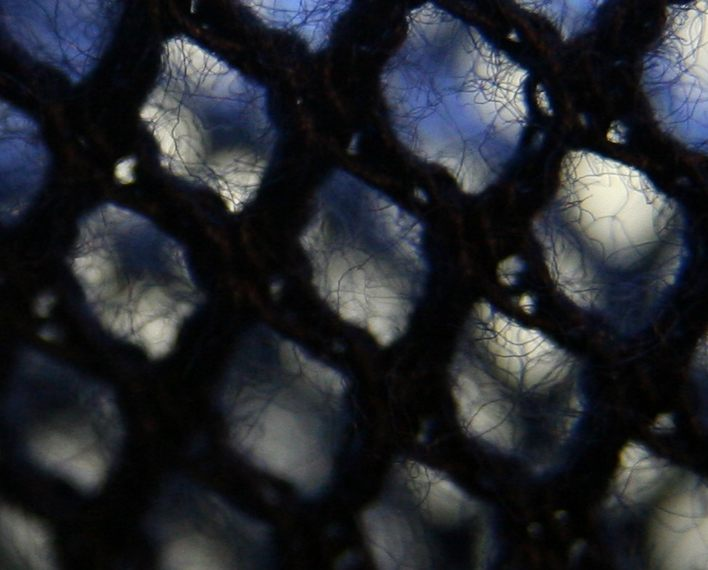
...bielizna termoaktywna ma rozwiniętą powierzchnię zewnętrzną (jest na zewnątrz lekko "włochata"). Fragment bielizny aktywnej w powiększeniu.

## Rodzaje i stosowane tkaniny
Bieliznę termoaktywną dzieli się zwykle pod kątem tego, jaki zapewnia ona komfort cieplny, gdyby zastosować ją bez pozostałych warstw ubraniowych. Zwykle czym większy komfort, tym jest ona grubsza i jednocześnie tym gorzej odprowadza wilgoć:
- bielizna cienka - nie zapewnia sama prawie żadnego komfortu cieplnego, za to najlepiej odprowadza wilgoć - zalecana jest do intensywnego wysiłku fizycznego
- bielizna średnia  - zapewnia umiarkowany komfort i jednocześnie umiarkowanie dobrze odprowadza wilgoć
- bielizna gruba - zapewnia dość duży komfort cieplny, ale słabo odprowadza wilgoć, dlatego stosuje się ją w sytuacjach wymagających pozostawania długo w nieruchomej pozycji - szyje się z niej np. specjalistyczne, wysokogórskie, jednoczęściowe piżamy[1].

Oprócz tego niektóre rodzaje bielizny termoaktywnej zapewniają też, pewną minimalną ochronę od wiatru oraz ochronę antybakteryjną.
Do najczęściej stosowanych tkanin w bieliźnie termoaktywnej zalicza się:
- rhovylon i rhovyl'as
- coolmax
- thermolite
- różne rodzaje „bieliźnianego” polartecu i podobnych tkanin np. PowerDry, polarsoft stretch itp.
- naturalna wełna z merynosów (z owiec rasy merynos).
- poundout dry.expert
- i wiele innych[2]

Niektóre rodzaje tkanin stosowane do bielizny termoaktywnej wywołują u części osób uczulenia. Ze względu na ażurową i „włochatą” ich strukturę, niektórzy ludzie mają przy ich noszeniu problemy z obtarciami wrażliwych części ciała. Ryzyko obtarć i uczuleń obniża prawidłowy sposób uszycia tej bielizny, tak aby unikać szwów i zgrubień w miejscach szczególnie wrażliwych (krocze, pachy, pięty). Najdroższe rodzaje tego typu bielizny są produkowane w technologii bezszwowej.

## Zastosowania
Bielizna ta jest zwykle stosowana jako najbliższa ciału warstwa ubraniowa w połączeniu z bluzami wykonanymi z dzianin ociepleniowych typu polartec zapewniających odpowiednią izolację cieplną od otoczenia oraz kurtkami wykonanymi z membran półprzepuszczalnych w rodzaju Gore-Texu zapewniającymi z kolei ochronę od wiatru i deszczu. Zdarza się, że po cięższym treningu sportowym bielizna termoaktywna pozostaje sucha, a jednocześnie pozostałe dwie warstwy robią się wilgotne od nie do końca usuniętego potu.
Bielizna termoaktywna jest stosowana w sportach ekstremalnych, turystyce, łowiectwie, jeździectwie, w oddziałach specjalnych wojska, policji i straży pożarnej.